# 斷罪之花 ～Guilty Sky～
《斷罪之花 ～Guilty Sky～》是日本女歌手，BeForU成員小坂梨由的第3枚單曲。

## 概要
- 2007年5月30日avex mode以「CD」和「CD+DVD」2種形式發售。在DVD版「斷罪之花 〜Guilty Sky〜」中收錄了音樂片斷。這是繼「true...」、「大和撫子魂」之後小坂梨由的第3首單曲。
- 這首曲子是日本電視台聯播網動畫《大劍》的片尾曲。作為歌詞的作者，小坂坦言受到登場人物中泰莉莎故事的影響。還有小坂是該作品的FANS之一。

## 收錄内容

### CD
1. 斷罪之花 ～Guilty Sky～
作詞：小坂梨由 / 作曲：LOVE+HATE / 編曲：鳴瀬シュウヘイ・LOVE+HATE・中川幸太郎
日本電視台動畫「大劍」片尾曲
2. ignore
作詞：小坂梨由 / 作曲・編曲：Ryo
3. DANZAI NO HANA ～Guilty Sky～
4. 斷罪之花 ～Guilty Sky～ instrumental
5. ignore instrumental

### DVD
1. 斷罪之花 ～Guilty Sky～（Music Clip）